# Tibor Kemény
Tibor Kemény (* 5. März 1913 in Budapest; † 25. September 1992 ebenda) war ein ungarischer Fußballspieler und -trainer.

## Karriere

### Als Spieler
Der aus Budapest stammende Tibor Kemény schloss sich 1928 Ferencváros Budapest an. Im Jahr 1933 stieg er von der Jugendabteilung des Klubs in die Herrenmannschaft auf und bestritt für diese bis 1939 insgesamt 100 Ligaspiele, in denen er – als Linksfuß meist als Linksaußen eingesetzt – 44 Tore erzielte. Mit Ferencváros gewann Kemény zwei Ungarische Meisterschaften, einmal den Ungarischen Pokal sowie unter Emil Rauchmaul den Mitropapokal 1937. Zwischen 1940 und 1946 war er für den Gamma FC aus Budafok aktiv, danach beendete er seine Spielerkarriere.
Für die Ungarische Fußballnationalmannschaft absolvierte Kemény zwischen 1933 und 1937 neun Partien. Er gehörte am 10. Mai 1934 zum Team, das im Budapester Albert-Flórián-Stadion erstmals in der ungarischen Fußballgeschichte die Englische Nationalmannschaft schlug (2:1) und nahm unter Ödön Nádas wenig später an der Fußball-Weltmeisterschaft 1934 in Italien teil. Hier bestritt er im Viertelfinale gegen Österreich sein einziges Spiel und schied mit Ungarn durch die 1:2-Niederlage aus dem Turnier aus. Sein letztes Länderspiel für Ungarn absolvierte Kemény am 10. Oktober 1937 unter Lajos Baróti beim 2:1-Sieg gegen Österreich im Wiener Praterstadion.

### Als Trainer
Ab 1947 war Kemény in seiner Heimat als Trainer aktiv. 1950 betreute er Újpest Budapest; 1955 den MTK Budapest FC, mit dem er Mitropapokalsieger wurde. In der Saison 1957/58 trainierte Kemény den griechischen Klub Olympiakos Piräus und gewann mit der Mannschaft das Double aus Griechischer Meisterschaft und Pokal. In der Saison 1967/68 war er bei Zagłębie Sosnowiec in der polnischen 1. Liga noch einmal im Ausland aktiv.
Tibor Kemény starb im September 1992 im Alter von 79 Jahren in seiner Heimatstadt Budapest.

## Erfolge

### Als Spieler
- Ungarischer Meister: 1933/34, 1937/38
- Ungarischer Pokalsieger: 1934/35
- Mitropapokalsieger: 1937

### Als Trainer
- Mitropapokalsieger: 1955
- Griechischer Meister: 1957/58
- Griechischer Pokalsieger: 1957/58